# Dadunzi
Dadunzi (chinesisch 大墩子遗址, Pinyin Dàdūnzi yízhǐ, englisch Dadunzi site) ist eine neolithische Fundstätte überwiegend der Dawenkou-Kultur in Pizhou, dem früheren Kreis Pi („Pixian“ 邳县), in der chinesischen Provinz Jiangsu. Sie wurde 1963 und 1966 von Mitarbeitern des Nanjing-Museums ausgegraben. Wichtige Aufschlüsse über die Sepulkralkultur der Zeit liefern die dort entdeckte Grabbeigaben.
Die Dadunzi-Stätte (Dadunzi yizhi) steht seit 2006 auf der Liste der Denkmäler der Volksrepublik China (6-71).